# Theater Grüne Sosse
Das Theater Grüne Sosse (Eigenschreibweise TheaterGrueneSosse ) ist ein mobiles Repertoiretheater mit fester Spielstätte im Theaterhaus Frankfurt und im Löwenhof. Es werden Stücke für Kinder ab 4 Jahren gezeigt und Theaterstücke unter Mitwirkung von Kindern und Jugendlichen ab 7 Jahren produziert.
Die Räumlichkeiten inklusive Theatersaal im Löwenhof wurden vom Klappmaul Theater übernommen.

## Geschichte
Das Theater Grüne Sosse arbeitet seit der Gründung kontinuierlich in Frankfurt am Main. Als „alteingesessene Theatertruppe, die das Kinder- und Jugendtheater in Frankfurt und Hessen seit über 25 Jahren prägt“, war es seinerzeit im Stadtmagazin Prinz tituliert worden.
Neben turnusmäßig stattfindenden Vorstellungen im Theaterhaus Frankfurt und im Löwenhof bespielt es unterschiedliche Veranstaltungsorte, darunter Bürgerhäuser, Stadthallen, Kulturzentren und Schulen.
Das Theater hatte mit Stand Januar 2022 u. a. die Stücke Antigone, Karlsson vom Dach, Struwwelpeter und Wo die wilden Kerle wohnen im Repertoire.

## Auszeichnungen
- 2011: Frankfurter Kinder- und Jugendtheaterpreis Karfunkel für das Stück „Testosteron“[3]
- 2013: Kinder- und Jugendtheaterpreis der Interessengemeinschaft der Städte mit Theatergastspielen[4]
- 2018: Frankfurter Kinder- und Jugendtheaterpreis Karfunkel für das Stück „Zertrennt“[5]
- 2018: Ottweiler Theaterpreis[6]
- 2020: Frankfurter Kinder- und Jugendtheaterpreis Karfunkel für das Stück „Struwwelpeter“[7]